# De Kift

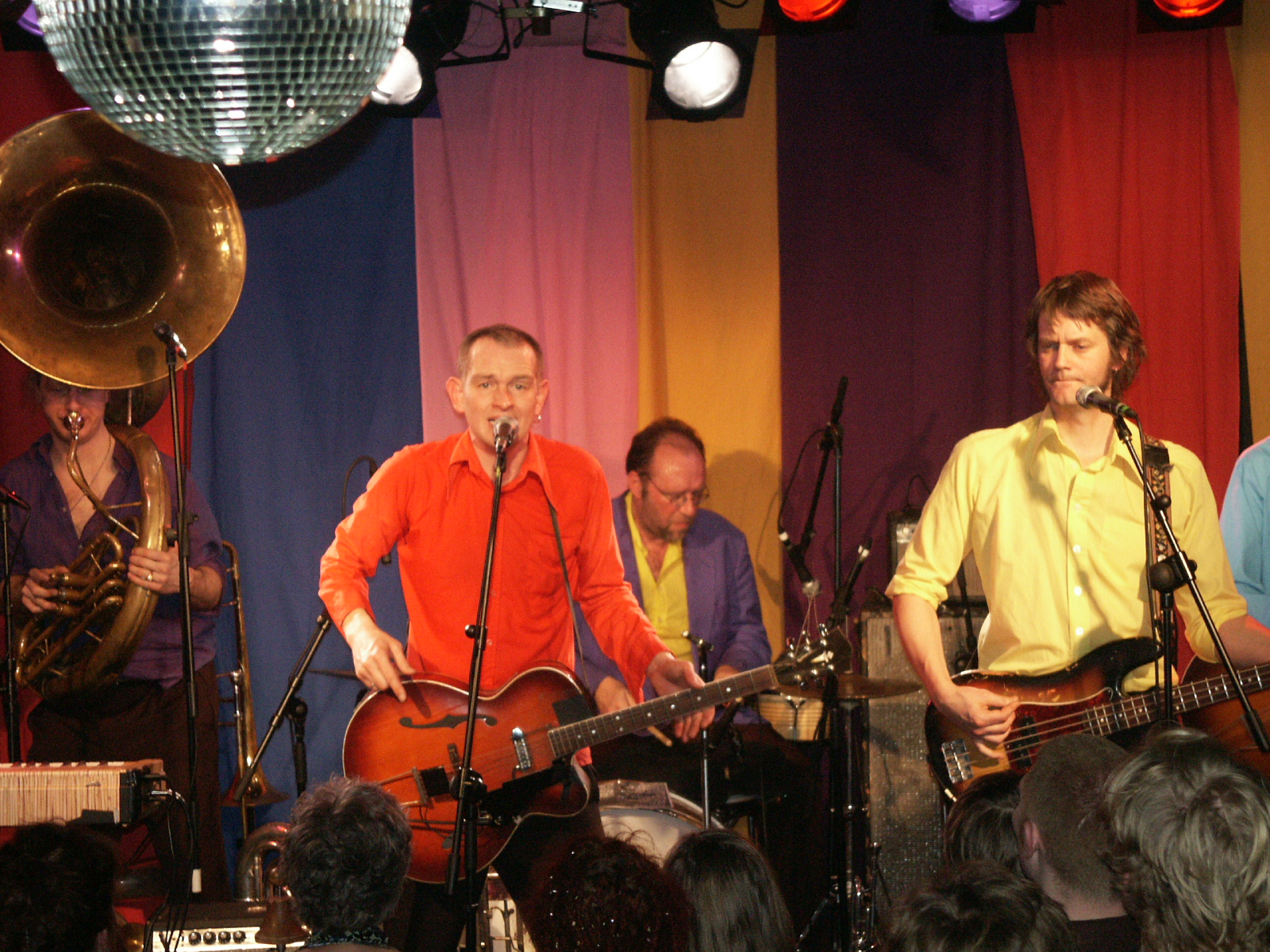
De Kift in het ACU, 2006

De Kift is een Nederlandse band met invloeden van punk, fanfare, rock en popmuziek, in 1988 opgericht door Ferry Heijne en Wim ter Weele. Volkskrant-journalist Bert Wagendorp omschreef de band als volgt: “De Kift is geboren in fanfare, gedoopt in punk en groot geworden in liefde voor muziek en poëzie. Vrolijke muziek is het, muziek vol weemoed. Muziek waarvan tranen in je ogen schieten of een grijns op je gezicht verschijnt.”

## Geschiedenis
Een belangrijk kenmerk zijn de Nederlandstalige liedteksten. Na het eerste album Yverzucht (1989) verliet zanger en tekstschrijver Maarten Oudshoorn de band. Omdat De Kift naar eigen zeggen niet kan schrijven, ontlenen ze de liedteksten sindsdien aan de wereldliteratuur. Zanger Ferry Heijne stelt deze samen uit literaire teksten van bijvoorbeeld Lucebert, Wolfgang Borchert, E.M. Remarque en Jan Arends.
De Kift staat bekend om de bijzondere cd-verpakkingen. De albums worden uitgebracht in eigen beheer en verpakt in een – vaak met de hand gemaakte – bijzondere verpakking. Zo was er een sigarenkistje (Krankenhaus), een kookboek (Hoofdkaas) en een fotolijstje (Vlaskoorts). Het 'in elkaar zetten' van de cd-verpakkingen gebeurt meestal op 'plakdagen' met vrijwilligers die zich hiervoor hebben opgegeven.
De Kift werkt graag samen en gaat graag bijzondere projecten aan in verschillende genres en disciplines. Zo hebben ze eens een opera gemaakt (Vier voor Vier), een theatervoorstelling op Oerol samen met de Friese groep Tryater (Master & Margarita), een straattheatervoorstelling in Toulouse met Le Phun en de (jeugd)muziektheatervoorstelling Kees de Jongen. Ze hebben vaak met filmmaker André van der Hout gewerkt (Het Zwijgen, De Arm van Jezus, De IJzeren Hond) en hebben muzikaal samengewerkt met onder meer Rats on Rafts, Franz Ferdinand, Monofocus, Tania Kross,  Available Jelly, Arthur H., Rondos, Calexico en Zita Swoon.
In 2001 won de band een Zilveren Harp en in 2012 kregen ze een Zilveren Krekel voor de muziektheatervoorstelling Kees de Jongen in samenwerking met Frank Groothof.

## Samenstelling
- Ferry Heijne: zang, trompet, gitaar, bastuba, bariton, trombone
- Wim ter Weele: drums, gitaar, zang, koffer, drumorgel

- Mathijs Houwink: (contra)bas, gitarron, sax
- Pim Heijne: gitaar, banjo, bariton, samples
- Frank van den Bos: keyboard, accordeon, zang, autoharp
- Lot Vandekeybus: bastuba, trombone, zang
- Saskia Meijs: altviool
- Eilidh Martin: cello
- Roos Janssens: baritonsax
- Marco Heijne: zang, samples, lira, steeldrum, hakkebord, glasharmonica
- Patrick Votrian: trombone, tuba, eufonium

- Han Hulscher: trompet, lira , zang, harmonium

de bezetting wisselt per album, show en project

## Discografie
- Niemandsland (2024)
- Hoogriet (2020)
- Bal (2017)
- Bidonville (2014)
- Proost Trouwe Vrienden (2013) - archiefalbum t.g.v. 25-jarig jubileum
- Kees de Jongen (2012) - soundtrack
- Brik (2011) - cd
- Krankenhaus (2009) - lp uitgebracht in de VS
- Yverzucht (2009) - lp uitgebracht in de VS
- Vinylsingleproject (2008) - vinylsinglebox
- Hoofdkaas (2008) - cd
- 7  (2007) - cd Franstalig
- 7 (2006) - cd
- De Kift (2006) - compilatie-cd uitgebracht in VS
- De Kift (2005) - compilatie-cd uitgebracht in Frankrijk
- Vier Voor Vier (2003) - cd opera gebaseerd op Elisabeth Bam van Daniil Charms
- Koper (2001) - cd jubileum 12,5 jaar De Kift
- Vlaskoorts (1999) - cd
- Gaaphonger (1996) - cd
- Krankenhaus (1995) -  cd Duitstalig
- Krankenhaus (1993) - cd
- IJverzucht (1989) - lp
- De Kift/ De Dag (1988) - vinyl single

Films:
- Water wieg me (2019) - documentaire
- Kees de Jongen (2012) - theaterregistratie
- De Huisman (2011) - filmmuziek
- Duivel op Terschelling (2011) - dvd
- Vier voor Vier (2005) - registratie opera op dvd
- Het Zwijgen (2005) - filmmuziek
- De Arm Van Jezus (2003) - film
- De IJzeren Hond (2000) - film
- Eddie Brains (1992) - film
- Karol ende Elegast (1990) - film

Theater: 
- Kees de Jongen, dé rockopera (2011) - muziektheatervoorstelling met Frank Groothof
- Master en Margarita (2010) - theatervoorstelling met Tryater
- Buldogmier (1997) - theatervoorstelling Nietzsche festival

Overig:
- Sint Willebrord Sessions, Sporthuis Hubert Vol.1 - benefietalbum Tour for Life, div. artiesten
- DOKA (2009) - fotoboek van Erik  Christenhusz
- Le Grand Diner (2006) - nummer op tribute cd
- Het Kift Museum (2003) - project
- Zilveren Harp (2001) - aanmoedigingsprijs
- Iets Wat Niet Glimt Kan Ook Mooi Zijn (2001) - documentaire over De Kift
- De Molenaar (2000) - jazztour i.s.m. Available Jelly
- Zooid Second Compilation (1991) - Vinylsingle compilatiebox, div. artiesten